# Domaine d'Alty
Le domaine d'Alty est une maison de maître situé sur la commune de Saint-Louis-de-Montferrand, dans le département de la Gironde.

## Historique
La maison de maître est de style néo-classique d'inspiration palladienne.
Les façades et toitures de la demeure sont inscrites au titre des monuments historiques depuis le 8 septembre 1965. Malgré cette protection, la demeure n'est pas entretenue et elle est pillée et ruinée ; seuls demeurent en 2001 quelques pans de murs de l'élévation antérieure du logis, envahis de végétation, le reste ayant disparu.